# Ángel Carvajal Bernal
Ángel Carvajal Bernal (Santiago Tuxtla, Veracruz; 1 de octubre de 1901-Ciudad de México, 27 de enero de 1985) fue un político mexicano, miembro del Partido Revolucionario Institucional. Fue gobernador de Veracruz de 1948 a 1950 y secretario de Gobernación durante el sexenio de Adolfo Ruiz Cortines entre 1952 y 1958.

## Biografía
Nació en Santiago Tuxtla, Veracruz. Durante su carrera política desempeñó varios cargos en diversas dependencias. Ocupó sitial como ministro de la Suprema Corte de Justicia de la Nación. En 1944, el gobernador Adolfo Ruiz Cortines lo nombró secretario general de Gobierno. 
El 1 de agosto de 1951, el presidente Miguel Alemán Valdés lo designa secretario de Bienes Nacionales. El 1 de diciembre de 1952, el presidente Ruiz Cortines lo nombró como secretario de Gobernación, cargo que desempeñó hasta el 30 de noviembre de 1958.
En 1957, Ángel Carvajal fue visto como el candidato natural para suceder a Ruiz Cortines, además de tomar en cuenta que los dos últimos presidentes habían sido gobernadores de Veracruz y secretarios de Gobernación del sexenio inmediato anterior. Sin embargo, el presidente Ruiz Cortines optó por postular a Adolfo López Mateos como candidato del PRI a la presidencia de la República.